# Gravity (Kis-My-Ft2의 노래)
〈Gravity〉는 Kis-My-Ft2의 16번째 싱글이다.

## 개요
초회 생산 한정반 A, 초회 생산 한정반 B, 통상반, 키스마이 SHOP반의 4형태로 발매
표제곡 〈Gravity〉는 멤버인 후지가야 타이스케의 주연 드라마 「MARS ~다만, 널 사랑하고 있어~」의 주제가이며 커플링곡인 〈MU-CHU-DE 恋してる〉는 멤버인 후지가야 타이스케가 출연하고 있는 「긴자카라」 CM송이다.

## 수록곡

### 초회 생산 한정반 A
☆ 디지털 패키지 사양

CD
1. Gravity
2. MU-CHU-DE 恋してる

DVD
1. 「Gravity」MUSIC VIDEO
2. 「MU-CHU-DE 恋してる」레코딩 MOVIE
3. 멤버 안무 강좌

### 초회 생산 한정반 B
☆ 디지털 패키지 사양

CD
1. Gravity
2. 신곡 A

DVD
1. 「Gravity -Dance size-」멀티 앵글 MUSIC VIDEO
2. 「Gravity」MUSIC VIDEO 메이킹 도큐먼트
3. 「Gravity」스페셜좌담회

### 통상반
☆ 초회 슬리브 사양

CD
1. Gravity
2. MU-CHU-DE 恋してる
3. Crystal Sky
4. Gravity -Ballad ver.-

### 키스마이 SHOP반
CD
1. Gravity
2. MU-CHU-DE 恋してる
3. Crystal Sky
4. Welcome